# Benjamin Kaufman
Benjamin Kaufman (* 1962; auch Ben Kaufman) ist ein früherer klinischer Professor der Psychiatrie an der medizinischen Schule der University of California. Er hat Erfahrung in Psychiatrie und Psychoanalyse und ist Gründungsmitglied der National Association for Research and Therapy of Homosexuality (NARTH), zu deren Vorstand er gehört.  In diesem Zusammenhang hat er auch die Streichung von Homosexualität aus der Liste der psychischen Krankheiten als den „ersten Schritt dazu, die wissenschaftliche Integrität der Psychiatrie auszuhöhlen“ bezeichnet, und diesen Schritt der gay agenda von „Schwulenaktivisten“ zugeschrieben.
Er praktiziert in Sacramento, Kalifornien. Kaufman qualifizierte sich bei der American Psychoanalytic Association für den Fachbereich Neurologie, Psychiatrie und Psychoanalyse. Kaufman war am Mind Institute Board der University of California und im Vorstand des universitären Organtransplantationsprogramms. Er war Vorsitzender der Sierra Sacramento Valley Medical Society. Kaufman ist Mitglied des American College of Psychoanalysts.